# L'Aventure inoubliable
Pour plus de détails, voir Fiche technique et Distribution.
L'Aventure inoubliable (titre original : The Sky's the Limit) est un film américain en noir et blanc réalisé par Edward H. Griffith, sorti en 1943.

## Synopsis
Pendant la Seconde Guerre mondiale, le lieutenant et pilote Fred Atwell, un as qui a descendu de nombreux avions ennemis, vient avec ses camarades de brigade passer huit jours de permission à New York. Las d'être reconnu et salué en héros à tout bout de champ, il revêt des vêtements civils, se sépare de son groupe et entre dans une boîte de nuit. Il y rencontre une ravissante photographe de magazine, Joan, dont il tombe amoureux et qu'il suit partout. La belle désire devenir correspondant de guerre. Au vu de l'apparente réticence de Fred à contribuer à l'effort de guerre (il garde son identité secrète), Joan pense qu'il est fainéant et lâche.

## Fiche technique
- Titre original : The Sky's the Limit
- Réalisation : Edward H. Griffith
- Scénario : Frank Fenton,  Lynn Root
- Musique : Leigh Harline
- Photographie : Russell Metty
- Montage : Roland Gross
- Costumes : Renié
- Producteur : David Hempstead (en)
- Société de production et de distribution : RKO Radio Pictures
- Pays de production : États-Unis
- Langue originale : anglais américain
- Format : noir et blanc — 35 mm — 1,37:1 — son : mono (RCA Sound System)
- Genre : comédie romantique, guerre, film musical
- Durée : 89 minutes
- Dates de sortie : 
  - États-Unis : 2 septembre 1943[1]
  - France : 5 septembre 1945
  - Belgique : 29 mars 1946

## Distribution
- Fred Astaire : Fred Atwell
- Joan Leslie : Joan Manion
- Robert Benchley : Phil Harriman
- Robert Ryan : Reginald Fenton
- Elizabeth Patterson : Mrs. Fisher
- Marjorie Gateson : hôtesse à la Canteen
- Freddie Slack : Freddie Slack
- Neil Hamilton

## Nominations et récompenses
- Leigh Harline nommé pour la meilleure adaptation un film musical ;
- Nomination pour l'Oscar de la meilleure chanson originale en 1944 pour Harold Arlen(musique) et Johnny Mercer (paroles) pour la chanson My Shining Hour.